# Churchill College

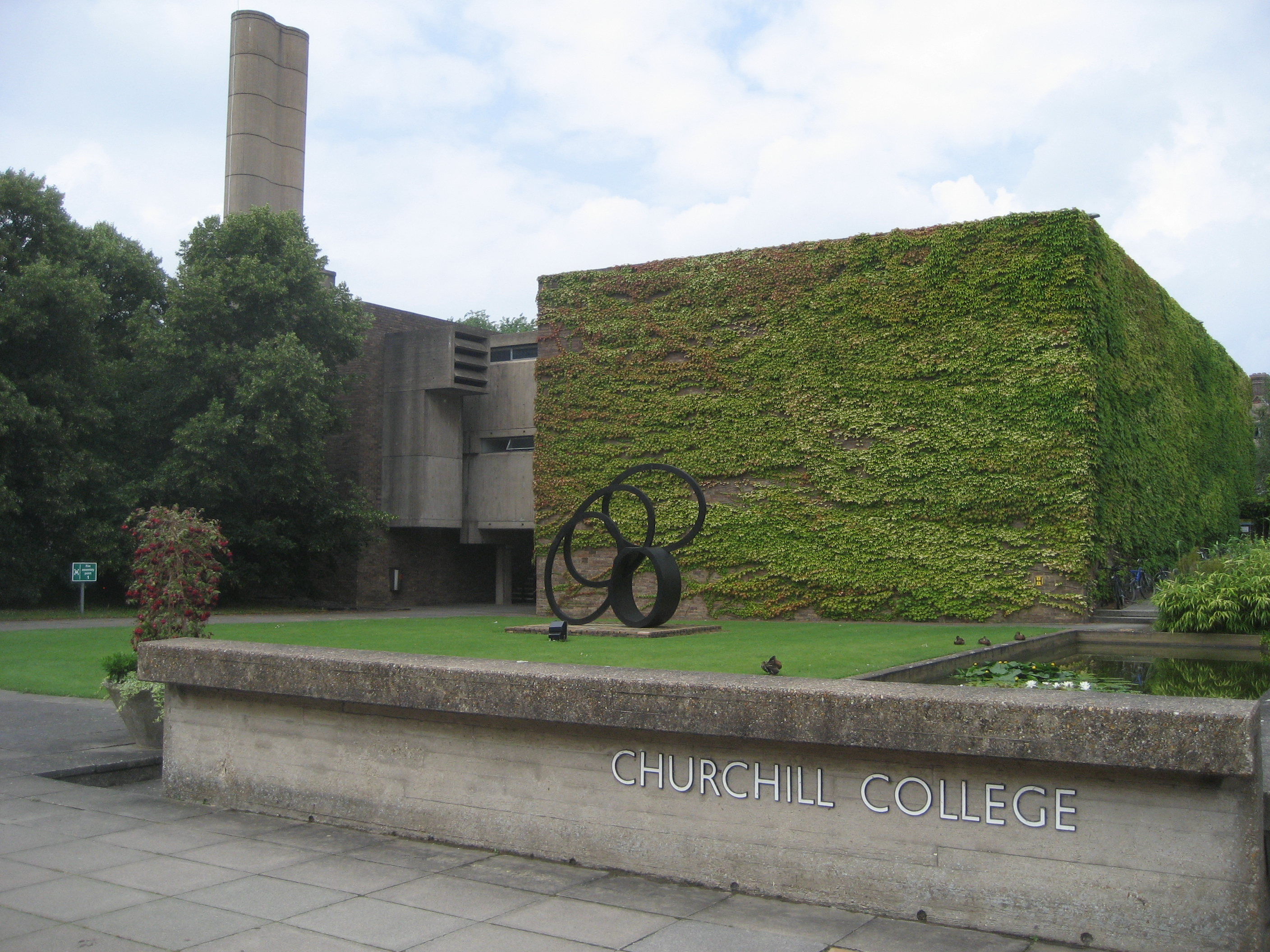
Churchill College, Cambridge

Das Churchill College ist ein College der University of Cambridge. Es wurde 1958 im Gedenken an Winston Churchill gegründet.
Winston Churchill war beeindruckt vom Massachusetts Institute of Technology und wollte eine ähnliche Institution in Großbritannien. Seine Pläne wandelten sich zu dem bescheideneren Vorschlag, ein auf Wissenschaft und Technologie ausgerichtetes College in der Universität Cambridge einzurichten. Churchill wollte eine Mischung mit Nicht-Wissenschaftlern, um eine abgerundete Bildung und Umgebung für Studenten und Professoren sicherzustellen. Die primäre Ausrichtung auf Wissenschaften und Ingenieurwesen drückt sich bis zum heutigen Tage im Grundsatz aus, ein Verhältnis von 3 zu 1 von Technologie zu Künsten in der Studentenschaft erzielen zu wollen.

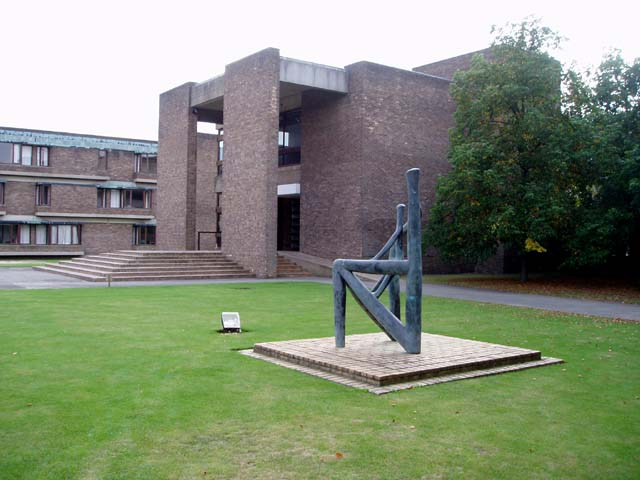
Haupteingang des Churchill College

Im Archiv des Colleges wird seit 2015 das Privatarchiv von Margaret Thatcher aufbewahrt.
Das Churchill College hatte bisher sieben Master:
- Sir John Cockcroft, (Master 1959–1967), Nobelpreisträger in Physik, Atomphysiker
- Sir William Hawthorne (Master 1968–1983), Düsentriebwerksingenieur
- Sir Hermann Bondi (Master 1983–1990), Kosmologe
- Sir Alec Broers (Master 1990–1996), Nanotechnologe
- Sir John Boyd (Master 1996–2006), ehem. Britischer Botschafter in Japan
- Sir David Wallace (Master 2006–2014), Professor der mathematischen Physik
- Dame Athene Donald (Master 2014-heute), Professorin der Experimentalphysik

## Zahlen zu den Studierenden
Im Dezember 2022 waren 852 Studierende am Churchill College eingeschrieben. Davon strebten 504 (59,2 %) ihren ersten Studienabschluss an, sie waren also undergraduates. 348 (40,8 %) arbeiteten auf einen weiteren Abschluss hin, sie waren postgraduates. 2020 waren es 878 Studierende gewesen, davon 375 im weiterführenden Studium, 2021 insgesamt 882.

## Berühmte Mitglieder und Alumni
- George Steiner – Kulturkritiker.
- Ghil'ad Zuckermann – Sprachwissenschaftler.